# ジュゼッペ・カンビーニ
ジュゼッペ・カンビーニ（Giuseppe Cambini, 1746年?2月13日-1825年12月19日）は、イタリアの作曲家で、ヴァイオリニストである。正式な本名は「ジュゼッペ・マリア・ジョアッキーノ・カンビーニ（Giuseppe Maria Gioacchino Cambini）」である。後にパリで活躍した。

## 生涯
1746年頃にイタリアのリヴォルノで生まれる。彼がいつどのようにして正規の音楽教育を受けたかについてはほとんど知られていないが、フィリッポ・マンフレーディにヴァイオリンと音楽を学んだと伝えられる。
1765年頃にマンフレーディ、ルイジ・ボッケリーニ、ピエトロ・ナルディーニと共に弦楽四重奏団を組み、ヴィオラ奏者としてヨーロッパ中を演奏旅行して評判になった。1770年にナポリでオペラ作曲家としてデビューしたが成功せず、その後アフリカ旅行中に海賊に襲われ、数年間奴隷にされたと伝えられる。1773年パリに移り住み、同地で多くの作品を発表し、やがて最も人気のある作曲家の一人となった。
フランス革命の時期になると、カンビーニは愛国的な作品や賛美歌などを多く発表していったが、次第に人気は低迷し、以後不遇な生活を送るようになる。1800年以降にどのような生活を送ったかについては資料がないため不明である。
1825年の12月29日、カンビーニはパリ近郊のビストルの精神科診療所で没した。なお彼の死には異説があり、すでに1818年にオランダで没したという説もある。

### モーツァルトとのトラブル
1778年にモーツァルトは3度目のパリ滞在を始めた。同地でコンセール・スピリチュエルという1725年以来テュイルリー宮殿で行われている演奏会で演奏するため、交響曲第31番『パリ』とオーボエ、クラリネット、ホルン、ファゴットと管弦楽のための協奏交響曲を作曲した。交響曲第31番は7月に演奏されたが、協奏交響曲の方は、初演直前に楽譜が行方不明となってしまった。1778年5月1日の父レオポルト宛ての手紙において、モーツァルトはカンビー二の妨害ではないかと疑い、またその理由を次のように記している：
しかし、カンビーニはモーツァルトを高く評価しており、彼の作品を筆写していることや、本人が明確に否定していることなどからも、妨害の犯人が彼である可能性は高くない。

## 作品
カンビーニは生涯に13曲のオペラ、80曲以上もの交響曲（協奏交響曲を含む）、149曲の弦楽四重奏曲、110曲の弦楽五重奏曲を作曲し、他にも多くの器楽曲、宗教曲などを残した多作家であった。
オペラ作曲家として出発した彼は、声楽曲に優れた作品を残しているが、現在比較的演奏されるのは、主に1770～90年代に量産された弦楽四重奏曲、弦楽五重奏曲などの室内楽曲である。これらの作品は、明快でわかり易い旋律と響きへの細かい配慮が特色で、やや職人芸的な趣はあるものの、洗練された雰囲気と趣味の良さが確かな魅力となっている。
近年ナクソスから木管五重奏曲や交響曲などが発売されている。

### オペラ
- Les romans (1776)
- Rose et Carloman (1779)
- La statue (1784)
- La bergère de qualité (1786)
- Le tuteur avare (1788)
- La croisée (1788)
- Colas et Colette (1788)
- Le bon père (1788)
- La prêtresse du soleil (1789)
- La revanche, ou Les deux frères (1790)
- Adèle et Edwin (1790)
- Nantilde et Dagobert (1791)
- Les trois Gascons (1793)
- Encore un tuteur dupé (1798)

### 交響曲
- 交響曲 第1番 ヘ長調
- 交響曲 第2番 ホ短調
- 協奏交響曲 第5番 変ロ長調
- 協奏交響曲 第12番 ハ短調

### 室内楽曲
- 110曲の弦楽五重奏曲
- 3曲の木管五重奏曲
  - 木管五重奏曲 第1番 変ロ長調
  - 木管五重奏曲 第2番 ニ短調
  - 木管五重奏曲 第3番 ヘ長調
- 149曲の弦楽四重奏曲
  - 弦楽四重奏曲 ト短調 Op.18
  - 弦楽四重奏曲 第3番 ロ短調
- 104曲の三重奏曲
- 212曲の二重奏曲